# برادنتون بیچ (فلوریدا)
برادنتون بیچ (به انگلیسی: Bradenton Beach) شهری در شهرستان ماناتی ایالت فلوریدا است که در سال ۱۹۵۲ بنیان‌گذاری شده‌است. این شهر طبق سرشماری سال ۲۰۱۰ میلادی، ۱٬۱۷۱ نفر جمعیت داشته و مساحت آن نیز ۲٫۸ کیلومتر مربع است.